# Сатеник
Сатеник (грабар Սաթենիկ; возможно, скифского происхождения, сопоставьте с осетинским Сата́на (аланская мифологическая фигура"), альтернативно, от (грабар սաթ (satʻ, "черный янтарь")) — аланская царевна, армянская царица, супруга царя Великой Армении Арташеса I (III век до н. э. — II век до н. э.).
В исторических источниках первое упоминание встречается у средневекового армянского историка Мовсеса Хоренаци (V век). В труде «История Армении» Хоренаци рассказывает, что легенда «Арташес и Сатеник» весьма распространена в Армении.

## Легенда «Арташес и Сатеник»
Аланы, объединив кавказских горцев, привлекают на свою сторону половину Иверской страны и нападают на Армению.
Царь Армении Арташес собирает войско и отбрасывает аланов за реку Кура.
Во время битвы армяне берут в плен аланского царевича, и царь аланов вынужденно просит мира. Он Арташесу обещает выполнить все его пожелания, одновременно предлагает заключить клятвенный союз, чтобы отныне аланы не совершали разбойничьи набеги на земли армян. Но Арташес отказывается вернуть юного царевича.
И так как Арташес отказывается выдать юношу, то его сестра выходит на берег реки, на крутую возвышенность, и взывает через переводчиков к стану Арташеса:
К тебе обращаюсь, доблестный муж Арташес,

Победившему храбрый народ аланов;

Согласись-ка ты с моими, дивноокой дочери аланов, словами

И выдай юношу. Ибо не подобает

Богородным героям из одной только вражды

Отнимать жизнь у потомков других богородных героев,

Или, поработив, держать их в разряде невольников

И насаждать вечную вражду между двумя храбрыми народами.

Очарованный мудрой речью и красотой царевны, Арташес влюбляется в неё и посылает сватов к её отцу.

Услышав столь мудрые речи, Арташес вышел на берег реки и, увидев прекрасную деву и услышав её разумные слова, возжелал её. И призвав к себе своего воспитателя Смбата, он открывает ему желание своего сердца — взять в жены аланскую царевну, заключить договор и союз с храбрым народом и отпустить юношу с миром.
Но царь аланов отказывает ему:
Откуда же заплатит доблестный Арташес тысячи и десятки тысяч за высокородную деву, аланскую царевну?
И тогда:
Храбрый царь Арташес на вороного сел,

Вынул красный аркан с золотым кольцом

Через реку махнул быстрокрылым орлом,

Метнул красный аркан с золотым кольцом,

Аланской царевны стан обхватил,

Стану нежной царевны боль причинил,

Быстро в ставку её повлачил.
Из народных песен, которые записал Мовсес Хоренаци, также сохранились отрывки о роскошной свадьбе Арташеса и Сатеник:
Шел золотой дождь, когда Арташес был женихом,

Шел (дождь) жемчужный, когда Сатеник была невестой.
Также Хоренаци рассказывает:

о мнимой страсти Сатеник к потомкам вишапов, как в легенде обозначаются потомки Аждахака, которые владеют всей землей у подножия Масиса
Далее автор повествует о том, как царь Армении Арташес, отправляет войска в страну аланов, где неприятель захватил страну и изгнал царя аланов, брата Сатеник. Армяне обращают в бегство врага, а брату Сатеник возвращают власть.